# ألومينات

ألومينات

في الكيمياء الألومينات هي مركبات تحتوي على أنيون أكسجيني خاص بالألومنيوم مثل ألومينات الصوديوم. في تسمية المركبات اللاعضوية هي لاحقة تشير إلى أيون متعدد الذرات ذي ذرة ألومنيوم بالمركز.

## أنيونات أكسجينية ألومينية
أكسيد الألومنيوم (ألومينا) مذبذب: يتحلل في كل من القواعد والأحماض، وحين يتحلل في القواعد يُشكِّل أيونات هيدروكسي ألومينات بنفس طريقة هيدروكسيد الألومنيوم أو أملاح الألومينيوم. يمكن لهيدروكسي ألومينات أو الألومينات المميهة الترسب وبعد ذلك التكلس لإنتاج ألومينات لامائية. تصاغ الألومينات عادة كتوليفة لأكسيد قاعدي وأكسيد الألومونيوم، على سبيل المثال: صيغة ألومينات الصوديوم NaAlO2 لامائي على الشكل Na2O·Al2O3. توجد مجموعة من الأنيونات أالكسجينية الألومينية منها:
- أبسطها رباعي السطوح تقريبا AlO45− المتواجد في المركب Na5AlO4.[3]
- الأيونات AlO2− المتواجدة في المركبين اللامائيين ألومينات الصوديوم NaAlO2[4] وألومينات أحادي الكالسيوم ، يتكون CaAl2O4 من من رباعيات سطوح {AlO4} مشتركة الزوايا.[5]
- أنيون حلقي، الأنيون Al6O1818− الحلقي الموجود في ألومينات ثلاثي الكالسيوم، Ca3Al2O6 والذي يمكن أن يُعتبر أنه مكون من 6 رباعيات سطوح {AlO4} مشتركة الزوايا.[6]
- سلاسل متعددة غير منتهية من الأنيونات في المركبات Na7Al3O8 والتي تحتوي حلقات مرتبطة لتشكل سلاسل، Na7Al13O10 وNa17Al5O16 التي تحتوي على سلاسل أنيونات متفردة.[7]

## أكاسيد مختلطة تحتوي على ألومينيوم
توجد العديد من الأكاسيد المختلطة الحاوية على الألومنيوم، بحيث لا توجد أيونات ألومينات متبلمرة أو متفردة. تحتوي الإسبينلات ذات الصيغة العامة A2+B23+O42− على الألمنيوم بالشكل Al3+، كما هو الحال في ملح الإسبينل ذاته الـMgAl2O4 هي أكاسيد مختلطة ذات ذرات أكسجين ذي تحزيم متراص معكب وألومنيوم في مواقع ثمانية.
يملك الكريسوبيريل BeAl2O4 وهو متشاكل مع الزبرجد الزيتوني بنية ذات ذرات أكسجين محزمة بشدة على شكل سداسي مع تواجد الألومنيوم مواضع ثمانية والبيريليوم في مواضع رباعية.
بعض الأكاسيد ذات الصيغة العامة MAlO3 وتسمى أحيانا ألومينات أو أرثوألومينات مثل YAlO3 وأرثوألومينات الإتريوم هي أكاسيد مختلطة وتملك بنية البيروفسكيت. تملك بعض الأكاسيد مثل YAl5O8 والتي تسمى عادة ياغ (YAG) (جارنيت الإتريوم والألومنيوم) يملك بنية الجارنيت.